# Sodor az ár
Sodor az ár è un singolo della cantante ungherese Barbee, pubblicato il 10 ottobre 2012 su etichetta discografica SMP Records.

## Tracce
1. Sodor az ár – 3:50
2. Sodor az ár (David Smesh Remix) – 6:32
3. Sodor az ár (Jamie Exley Remix) – 3:49
4. Sodor az ár (La 80's Remix) – 3:52
5. Sodor az ár (Acoustic Edit) – 3:50

## Classifiche
| Classifica (2012) | Posizione massima |
| ----------------- | ----------------- |
| Ungheria          | 2                 |